# Kill Me Baby
Pour les articles homonymes, voir Kill Me et Baby.
Kill Me Baby (キルミーベイベー) est un yonkoma (manga de quatre cases, équivalent du comic strip) de Kazuho toujours en cours de publication dans le magazine Manga Time Kirara Carat et édité par Houbunsha.

## L'histoire
Cela raconte la vie quotidienne de Sonya et Yasuna, deux camarades de classe. La première est une tueuse et tente de s'intégrer mais échoue généralement quand son instinct d'assassin revient au galop. Yasuna, quant à elle, fait tout pour être amie avec Sonya, mais finit toujours par se faire frapper par cette dernière.

### Personnages
Yasuna Oribe (折部 やすな, Oribe Yasuna)
Voix japonaise : Chinatsu Akasaki
Elle est l'un des personnages principaux. Énergique et naïve, c'est la meilleure amie autoproclamée de Sonya bien qu'elle lui tape souvent sur les nerfs, ce qui lui vaut de se faire taper. Elle s'est promis d'être toujours son amie même si elle se blesse, ce qui arrivera de très nombreuses fois.
Sonya (ソーニャ, Sōnya)
Voix japonaise : Mutsumi Tamura
Elle est l'un des personnages principaux. Bien qu'elle soit lycéenne, elle est un assassin plutôt distant avec les autres. Elle est la plupart du temps avec Yasuna, sa camarade de classe qui l'énerve. D'ailleurs, elle n'hésitera pas à la frapper lorsqu'elle juge qu'elle va trop loin.
Agiri Goshiki (ごしき あぎり, Goshiki Agiri)
Voix japonaise : Ai Takabe (ja)
Elle est l'un des personnages secondaires. C'est un ninja qui travaille pour la même organisation que Sonya et fréquente le même établissement que les deux protagonistes. Elle impressionne Yasuna avec des tours de magies douteux qu'elle appelle « techniques ninjas » qui lui permettent de vendre des produits inutiles en profitant de la naïveté de Yasuna.
Elle fait également son apparition dans le jeu Kirara Fantasia où elle est doublée par Minami Shinoda (ja)
Personnage inutilisé (没キャラ, Botsu-kyara)
Voix japonaise : Rie Kugimiya
Elle n'apparaît pas beaucoup dans l'histoire car comme son nom l'indique, c'est un personnage inutilisé. Son objectif est de se venger de Yasuna et Sonya pour ne pas avoir été utilisée dans la distribution principale. Elle finit par abandonner pour juste apparaître dans l'histoire bien qu'elle arrive toujours en retard.
Dans le manga, elle n'apparaît que dans les extras.

## Anime
Un anime a commencé au Japon le 5 janvier 2012, sur la chaîne TBS et produit par le studio d'animation J.C.Staff. Les 13 épisodes ont une durée moyenne de 24 à 25 minutes. Un OAV est également diffusé le 16 octobre 2013 sous le nom de Kill Me Baby: Butsuzou Kegatte Nise Halloween (キルミーベイベー　ぶつぞうけがってにせはろうぃーん) et dure 27 minutes.

### Liste des épisodes
| Kill Me Baby | Kill Me Baby                                | Kill Me Baby                                                  | Kill Me Baby          |
| No           | Titre de l'épisode en anglais               | Titre original                                                | Date de 1re diffusion |
| ------------ | ------------------------------------------- | ------------------------------------------------------------- | --------------------- |
| 1            | Sneaking Dog, Blossoming Cherry             | いぬをしのびてさくらさく Inu o Shinobi te Sakura Saku         | 5 janvier 2012        |
| 2            | Nunchaku Skills Bear Balloons               | わざぬんちゃくでくまふうせん Waza Nunchaku de Kuma Fuusen     | 12 janvier 2012       |
| 3            | Cursed Psychic Rain Wrestling               | えすぱのろえばあめすもう Esupa Noroeba Ame Sumō               | 19 janvier 2012       |
| 4            | Ice Cream Scream Watermelon                 | あいするすいかよがしかく Aisuru Suika Yoga Shikaku            | 26 janvier 2012       |
| 5            | Buggy Festival Sea Dolls                    | むしをまつりてうみにんぎょう Mushi o Matsuri te Umi Ningyō    | 2 février 2012        |
| 6            | Navel Mechanism Paper Toll Ice              | へそからくりでてるごおり Heso Karakuri de Teru Gōri           | 9 février 2012        |
| 7            | Culture Beanbag Jousting Duel               | ぶんかおてだまできばせん Bunka Otedama de Kibasen             | 16 février 2012       |
| 8            | Sticking, Strumming, Stabbing               | はまりかなでりつきささり Hamari Kanaderi Tsukisasari          | 23 février 2012       |
| 9            | Fishing Hammer's Spawn Branch Forgotten     | つりつちのこしわすれえだ Tsuri Tsuchinoko shi Wasure Eda      | 1er mars 2012         |
| 10           | Santa Icicle Snow Mantra                    | さんたつららてゆきだるむ Santa Tsurara te Yukidarumu          | 8 mars 2012           |
| 11           | Bath Kite Rice Cake New Year's First Dream  | ふろたこもちてはつゆめし Furo Tako Mochi te Hatsuyume shi     | 15 mars 2012          |
| 12           | Drowsy Chocolate Injury Compress            | ちょこがねむけて けがしっぷ Choko ga Nemuke te Kega Shippu    | 22 mars 2012          |
| 13           | Make the Kill Me and Make Me Your Baby      | きるがみーしてべいべする Kiru ga Mī shite Beibe suru          | 29 mars 2012          |
| OAV          | Buddha Statues, Injuries and Fake Halloween | ぶつぞうけがってにせはろうぃーん Butsuzō Kegatte Nise Harowīn | 16 octobre 2013       |